# Класс преподавателя
Класс преподава́теля (класс педаго́га) — совокупность учащихся всех лет обучения конкретного преподавателя в музыкальных образовательных учреждениях.
Традиционно, занятия по основному для музыканта-исполнителя предмету — «специальности», то есть по игре на выбранном музыкальном инструменте (фортепиано, скрипка и др.) или вокалу, у обучаемого ведёт один педагог от поступления до выпуска. Это относится к музыкальным учебным заведениям всех уровней, будь то консерватория или ДМШ. С каждым из обучаемых педагог по специальности проводит индивидуальные уроки, обычно два часа в неделю, следуя учебной программе. Нередко он занимается с учениками и дополнительно во внеурочное время, а также содействует им в построении карьеры. Занятия по остальным предметам (теория, история музыки и т.д.) по форме проведения похожи на занятия в немузыкальных вузах и школах. При такой организации обучения педагогу по специальности отводится главная роль в становлении молодого музыканта, в отличие, скажем, от технических вузов, где ответственность за подготовку инженера распределена между многими наставниками.

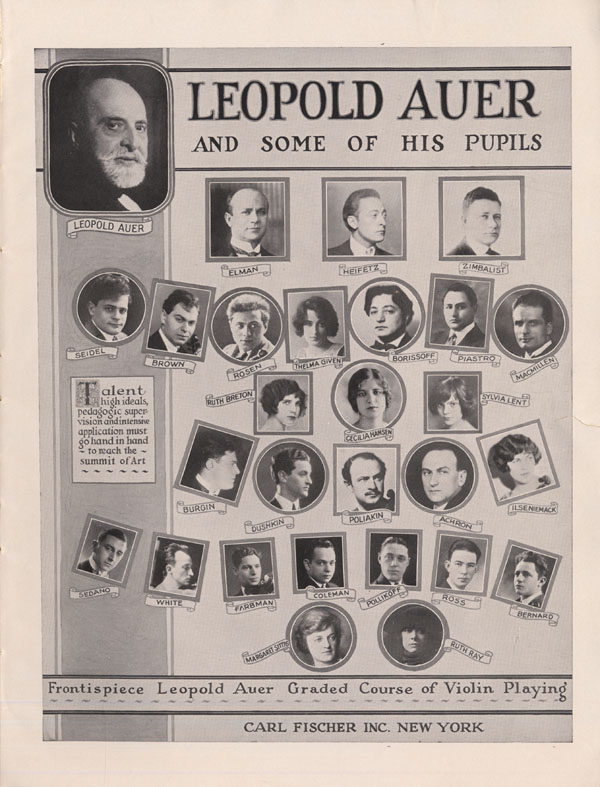
Некоторые ученики класса Ауэра

Желая попасть в музыкальное образовательное учреждение, кандидаты иногда стремятся не просто поступить, а быть зачисленными в класс конкретного преподавателя, исходя из имеющейся у них информации о его творческих и педагогических достижениях. Переходы от одного педагога к другому в ходе обучения возможны, но на практике редки, и сама такая смена может оказаться болезненной.
За педагогическую карьеру преподаватель-музыкант воспитывает несколько десятков профессионалов, которые совместно образуют «класс» преподавателя. Это принятый в данной сфере термин.
На учебных концертах при анонсировании используется фигура речи типа «исполняет такой-то, класс педагога такого-то», а при написании биографии музыканта обычно указывают не только где, но и у кого он обучался (скажем, «окончил консерваторию такую-то, класс такого-то преподавателя»).
Примеры видных педагогов, в классе которых сформировалось большое число исполнителей мирового уровня, — преподававший в Санкт-Петербургской консерватории на рубеже XIX-XX вв. скрипач Л. С. Ауэр (ученики: М. Эльман, Ц. Ганзен, Я. Хейфец, Е. Цимбалист и др.) и профессор Московской консерватории пианист Г. Г. Нейгауз (воспитавший, среди прочих, Э. Гилельса и С. Рихтера).
В немузыкальных творческих — например, театральных, кинематографических, художественных — вузах, вместо «класс преподавателя» используется близкое по смыслу понятие «[творческая] мастерская такого-то». Скажем, существовала персональная мастерская И. Е. Репина, где прошли становление Б. М. Кустодиев, И. Э. Грабарь и другие видные русские художники.